# 宝島 (小惑星)
宝島（たからじま、10166 Takarajima）は、小惑星帯の小惑星。
1995年1月、小林隆男が群馬県大泉町で発見した。

## 名称
鹿児島県鹿児島郡十島村に属するトカラ列島の宝島にちなむ。命名文には、この島にキャプテン・キッドが宝を隠したという伝承があること、またこの島がスティーヴンソンの海洋冒険小説『宝島』のモデルであるという説を記している。
この名称は並木光男が推薦したもので、命名は2003年5月の小惑星回報（MPC 48390）で公表された。同時に小林が発見した多数の小惑星に対する命名が行われているが、その中にはトカラ列島にちなんだ (10159) トカラ、(10161) 中之島、(10164) 悪石島 が含まれている。

## 註
1. ↑  MPC 48390（2003年5月1日）
2. ↑  2003.05.16　鹿県の地名を冠した新小惑星、多数誕生 Archived 2007年9月28日, at the Wayback Machine. - せんだい宇宙館